# Gajowice (Silésie)
Pour les articles homonymes, voir Gajowice.
Gajowice est une localité polonaise de la gmina de Wielowieś, située dans le powiat de Gliwice en voïvodie de Silésie.